# Ma Phẩm Vương
Kim Quan Già Da Thành Vương (mất 291, trị vì 259–291) là vua của Kim Quan Già Da, một thành bang của liên minh Già Da tại Triều Tiên thời cổ đại. Ông kế nhiệm phụ thân là, Cư Đăng Vương và ngôi vị này về sau được tuyền cho con trai ông là Cư Sất Di Vương.
Cũng như các thành viên khác trong gia đình hoàng gia Kim Quan, ông mang họ Kim. Mẹ của ông là phu nhân Mộ Trinh (Mojeong). Mã Phẩm Vương kết hôn với phu nhân Hảo Cừu (Hogu).